# Bernard II d'Orley
Bernard II d'Orley, mort en Espagne en 1506, seigneur de la Follie, de Seneffe et de Tubize, grand bailli de Nivelles et du roman pays de Brabant,.
Il était l'un des chevaliers de la suite immédiate de Philippe le Beau, à qui il accompagna lors de ses deux voyages en Espagne, d'abord en 1501-1503 et ensuite en 1506 après la mort de la reine Isabelle. L'épouse de Philippe, Jeanne, était alors devenue l'héritière du trône de la Castille.
Bernard mourut en Espagne en 1506, peu après son souverain. La rumeur dit que tous deux furent empoisonnés, possiblement par le beau père de Philippe, le roi Ferdinand d'Aragon. Bernard occupait la charge de premier échanson, et en tant que tel il était tenu de faire l'essai de la boisson servie à son maître.
La veuve de Bernard, Isabeau de Witthem, reçut la nouvelle en décembre 1506 et fit élever une sépulture à la mémoire de son mari dans la chapelle castrale de l'église Saint-Rémy à Écaussinnes-d'Enghien. On conserve encore le gisant de pierre des deux époux, qui y sont représentés en grandeur nature.
Le couple avait eu un fils, Philippe d'Orley, qui eut descendance  et lui succéda dans ses titres.